# バインカン
バインカン (ベトナム語：Bánh canh、バインカインとも) は、ベトナム料理のひとつで、タピオカ粉か、あるいはタピオカ粉と米粉を混ぜ合わせて作られる太い麺。
- バインカン・クア：濃厚なカニの出汁で、しばしばウズラの卵が乗せられる。
- バインカン・ボット・ロック：より透明で、麺に弾力がある。
- バインカン・チャー・カー：魚のすり身を入れたバインカンで、ベトナム南中部において一般的である。
- バインカン・ゾー・ヘオ・トム・ティット：豚足とエビを入れたバインカン。
- バインカン・チャンバン：ベトナム南東部の町チャンバンで作られるバインカンで、茹でた豚肉とタピオカ麺、現地の香草と共に供される[1]。
- バインカン・トム：ココナッツミルクが混ぜられたエビ風味の出汁のバインカン。

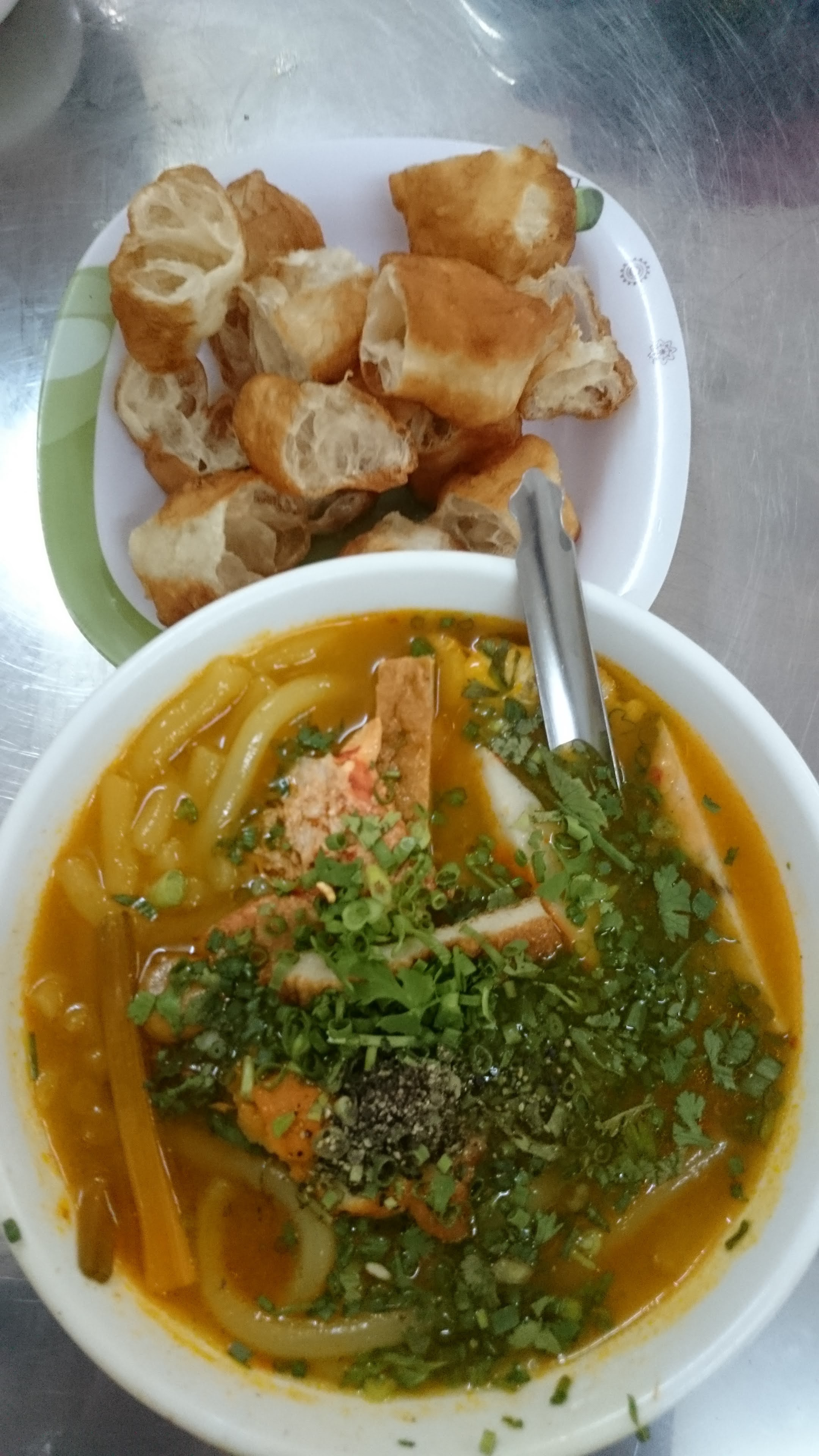
バインカン・クア（カニ出汁のバインカン）

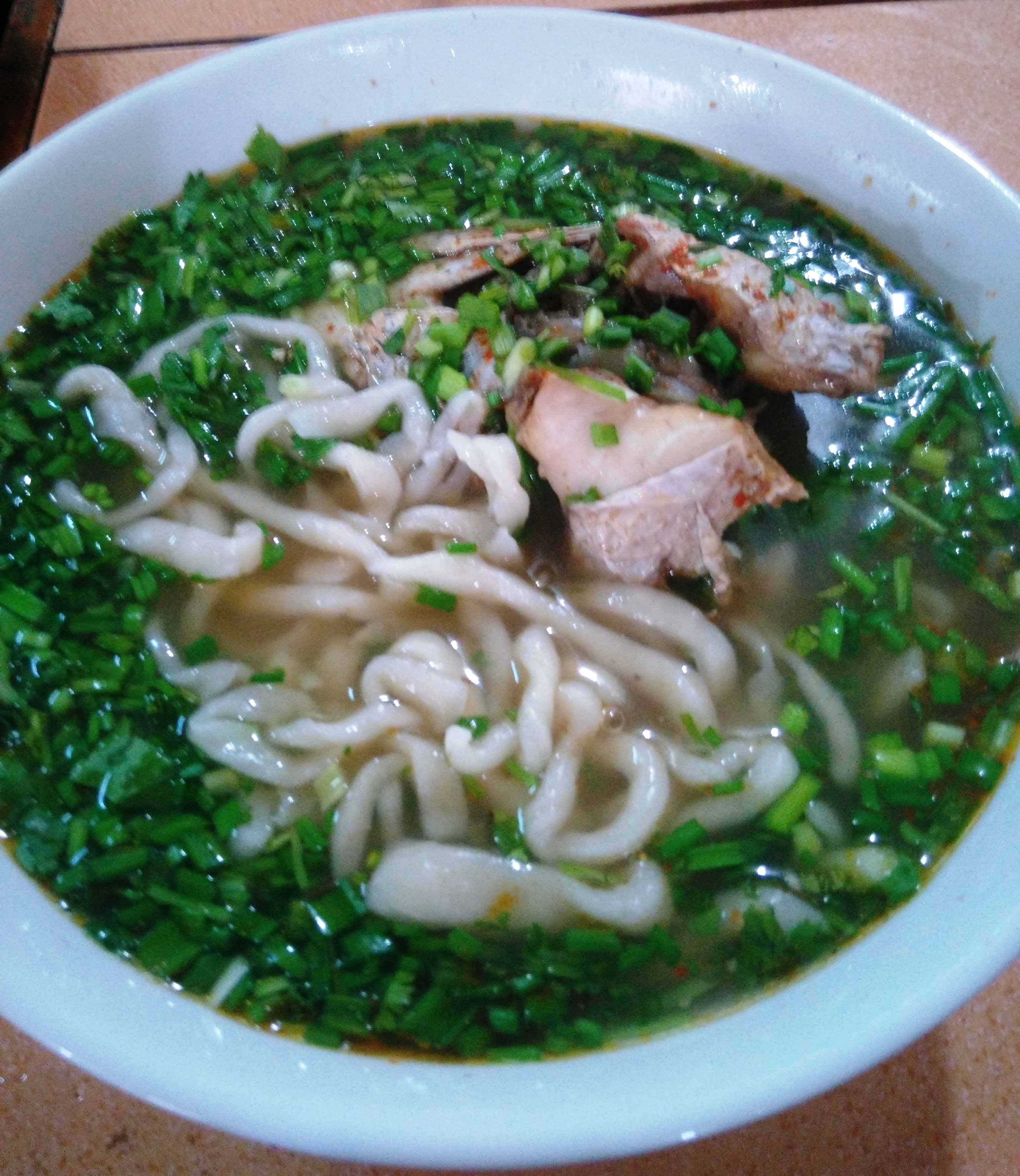
バインカン・カー・ロック（蛇の頭で出汁を取ったバインカン）

ベトナム語の「バイン」は小麦粉から作られる麺やケーキを、「カン」はスープを意味している。